# Villa Ramallo
Villa Ramallo es una localidad de Argentina, ubicada en el partido de Ramallo, en el norte del interior de la Provincia de Buenos Aires.
Sus principales actividades económicas son la agricultura y ganadería, que constituyen la mayor parte del ingreso de la localidad.

## Población
Cuenta con 11,280 habitantes (Indec, 2010), lo que representa un incremento del 12% frente a los del censo anterior.
| Gráfica de evolución demográfica de Villa Ramallo entre 1960 y 2010 |
|                                                                     |
| Fuentes: INDEC                                                      |

## Historia
El origen de la población de Villa Ramallo se produce el 1 de febrero de 1886, cuando a la estación local, levantada en tierras que pertenecían a Diego de Alvear y a Juan Joyce, arriba el primer tren para dejar inaugurado el servicio ferroviario. Entre los años 1889 y 1890 se instalan un molino harinero, comercios de ramos generales, una casa cerealista y la Escuela N.º 6 Gral. Manuel Belgrano.
A la conjunción que formaban el servicio ferroviario y la creciente explotación agropecuaria se suma la instalación del Banco de la Nación Argentina, hecho que tuvo lugar el 21 de diciembre de 1909. También en esa misma época se produjo la creación de carpinterías, herrerías, talabarterías, talleres mecánicos y comercios. Además Villa Ramallo instaló una bodega dedicada a la producción de vinos y el único corralón de materiales para la construcción que por entonces hubo en nuestra localidad.
Hacia 1930, Villa Ramallo por su desenvolvimiento económico, cultural y social había alcanzado a ser el centro poblado más importante del partido. 
El 29 de marzo de 1941 se produjo la fundación de la Cooperativa Agrícola de Ramallo Ltda, entidad que tiene por finalidad guardar los cereales en silos, para que luego estos sean comercializados con otras entidades y transportados por medio de camiones y buques que zarpan del Puerto Ramallo. 
Villa Ramallo posee dos bancos; el Banco de la Provincia de Buenos Aires, inaugurado en 2006 y el Banco de la Nación Argentina, en él se produjo el asalto y la tragedia, comúnmente llamada Masacre de Ramallo.
En la parte céntrica se halla el centro comercial de Villa Ramallo donde hay una sala de cine, heladerías, discotecas, negocios de ropa de conocidas marcas, lujosos restaurantes y casas de comidas rápidas. Importantes joyerías y relojerías. También hay destacados clubes deportivos como Defensores de Belgrano, que en el año 2007 comenzó a participar del antiguo Torneo Argentino B, siendo el único representante del partido en dicha competición y desde el año 2010 hasta el presente se encuentra jugando el Torneo Federal A. 
Villa Ramallo posee el edificio más alto del partido con 20 metros de altura. 
Además existen otras instituciones como EDEN (proveedora de luz), Cablevisión, Telecom, Litoral Gas, etc.

## Personalidades
- Juan María Traverso (1950 - 2024), piloto argentino de automovilismo de velocidad.
- Leonardo Castillo (21 de julio de 1931 - 15 de diciembre de 2006), poeta.
- Federico José Luppi, actor, reconocido internacionalmente. Nacido el 23 de febrero de 1936 en Villa Ramallo y fallecido el 20 de octubre de 2017 en Buenos Aires (CABA)

## Clubes
- Defensores de Belgrano de Villa Ramallo
- Club Atlético y Social Los Andes
- Club Social Almagro
- Club Independiente

## Parroquias de la Iglesia católica en Villa Ramallo
| Diócesis  | San Nicolás de los Arroyos |
| --------- | -------------------------- |
| Parroquia | Cristo Salvador            |